# 광희학원
광희학원(光熙學院)은 1967년 홍희표가 설립한 대한민국의 학교법인이다. 강원도 동해시 지역을 기반으로 동해광희중학교, 동해광희고등학교, 한중대학교를 설립하여 운영했다. 2004년에 이사장 홍희표는 한중대학교(당시 동해대학교) 운영자금 300억 원 가량을 횡령하여 징역 4년을 선고받았고, 2019년에 광희학원은 결국 400억 원대의 채무를 갚지 못해 파산하였다. 한중대학교는 2018년에 폐교되었고, 동해광희중학교와 동해공희고등학교는 현재 공립학교 전환을 준비 중이다.

## 연표
- 1967년 9월 25일: 학교법인 광희학원 설립
- 1967년 11월 20일: 북평광희중학교(현 동해광희중학교) 인가
- 1981년 11월 25일: 북평광희고등학교(현 동해광희고등학교) 인가
- 1992년 3월 12일: 광희전문대학(이후 한중대학교) 개교
- 2018년 2월 28일: 한중대학교 폐교
- 2019년 8월 19일: 광희학원 파산

## 학교
- 동해광희중학교
- 동해광희고등학교
- 한중대학교